# Констанцький університет
Констанцький університет (нім. Universität Konstanz) — найпівденніший німецький університет в місті Констанц на Боденському озері. Заснований в 1966 році як університет нового типу (нім. Reformuniversität), що передбачає відсутність класичного внутрішнього підрозділу на інститути з власною інфраструктурою, а також принципову інтердисциплінарну спрямованість навчання й наукової діяльності. Від 2007 р. у рамках програми підтримки передових наукових досліджень (нім. Exzellenzinitiative) університет міста Констанц вважається одним з 9 елітних університетів в Німеччині. Входить в Асоціацію університетів Європи.

## Історія
Університет у Констанці вже існував в XVII і XVIII ст., як відділення Фрайбурзького університету в 1686—1698 рр. і 1713—1715 рр.. Власний університет м. Констанца отримала в 1966 р., одночасно з м. Ульмом (Ульмський університет). На перших порах, поки не були готові основні приміщення на території кампусу, навчальний процес й адміністрація розміщувалися у різних будівлях міста. Кампус був в основному побудований до 1972 р. і має загальну площу більше 90000 м². Логотип університету розроблений відомим дизайнером Отлом Айхером (нім. Otl Aicher) в 1980 р..

## Географічне положення
Університетський кампус розташований в Констанцькому районі Егг, на порослому лісом пагорбі Гісберг (нім. Gießberg), на північ від центру міста й має власний вихід до Боденського озера. Комунікація з центру міста здійснюється університетською вулицею (нім. Universitätsstraße), або вулицею до колишнього села Егг і далі пішохідним мостом (нім. Mainaustrasse).

## Структура
Нині Констанцький університет має 13 факультетів, відділень, згрупованих у 3 секції:
Математична і природно-наукова секція
- біологія
- хімія
- інформатика та інформаційні технології
- математика та статистика
- фізика
- психологія

Гуманітарна секція
- історія й соціологія, спорт
- літературознавство, медіазнавство й мистецтвознавство
- філософія
- мовознавство

Секція політики, права та економіки
- юриспруденція
- політологія й державне управління
- економіка

До центральних підрозділів відносяться:
- університетська бібліотека (понад 2 млн. книг), що відкрита цілодобово.
- Міжнародний офіс (англ. International Office), структура, яка управляє іноземними студентами та співробітниками університету
- Професійна служба (англ. Career Service), допомога з працевлаштування
- перекладацький інститут, що відповідає за вивчення іноземних мов
- обчислювальний центр, що забезпечує й підтримує цифрову інфраструктуру
- університетська менза

## Місце в міжнародних рейтингах
В останньому рейтингу «THES» (англ. Times Higher Education) Констанцький університет зайняв 186 місце; в Шанхайському рейтингу він вже багато років перебуває в третій сотні найкращих університетів світу; згідно ж рейтингу «THES» (англ. The 100 under 50), що враховує вищі школи, засновані після 1962 р. Констанцький університет зайняв в 2012 р. 14 місце. У 2013 р. Констанцький університет зайняв в цьому рейтингу 20 місце, ставши другим найкращим федеральним університетом, після Ульмського університету. У 2016 році університет посів сьоме місце в міжнародному списку та перше в федеральному, обігнавши Ульмський університет і Університет Карлсруе.